# U-664
Unterseeboot 664 foi um submarino alemão do Tipo VIIC, pertencente a Kriegsmarine que atuou durante a Segunda Guerra Mundial.
O U-664 esteve em operação entre os anos de 1942 e 1943, realizando neste período 5 patrulhas de guerra, nas quais afundou 3 navios aliados num total de 19325 toneladas de arqueação.
Foi afundado  por cargas de profundidade no dia 9 de agosto de 1943 lançadas por aeronaves Avenger, causando a morte de 7 tripulantes, deixando 44 sobreviventes.

## Comandantes
| Comandante  | Data                                      |
| ----------- | ----------------------------------------- |
| Adolf Graef | 17 de junho de 1942 - 9 de agosto de 1943 |

## Subordinação
Durante o seu tempo de serviço, esteve subordinado às seguintes flotilhas:
| Período                                     | Flotilha                  |
| ------------------------------------------- | ------------------------- |
| 17 de junho de 1942 - 31 de outubro de 1942 | 8. Unterseebootsflottille |
| 1 de novembro de 1942 - 9 de agosto de 1943 | 9. Unterseebootsflottille |

## Operações conjuntas de ataque
O U-664 participou das seguinte operações de ataque combinado durante a sua carreira:
- Rudeltaktik Raufbold (11 de dezembro de 1942 - 22 de dezembro de 1942)
- Rudeltaktik Spitz (22 de dezembro de 1942 - 31 de dezembro de 1942)
- Rudeltaktik Sturmbock (21 de fevereiro de 1943 - 26 de fevereiro de 1943)
- Rudeltaktik Wildfang (26 de fevereiro de 1943 - 5 de março de 1943)
- Rudeltaktik Raubgraf (7 de março de 1943 - 20 de março de 1943)
- Rudeltaktik sem nome (5 de maio de 1943 - 10 de maio de 1943)
- Rudeltaktik Lech (10 de maio de 1943 - 15 de maio de 1943)
- Rudeltaktik Donau 2 (15 de maio de 1943 - 26 de maio de 1943)

## Coordenadas
1. ↑  em posição 40° 12' N 37° 29' O